# Tom Talbert
Thomas Talbert (Crystal Bay Township (Minnesota), 4 augustus 1924 - Los Angeles, 2 juli 2005) was een Amerikaanse jazzpianist, orkestleider, componist en arrangeur.

## Biografie
Talbert was verregaand autodidact en had enkel rudimentair piano-onderricht bij zijn grootmoeder. Beïnvloed door de muziek van de swingbands van Chick Webb, Artie Shaw, Benny Goodman en Jimmie Lunceford begon hij vroeg eigen composities te schrijven. Vervolgens werd hij arrangeur van een militaire kapel in Fort Ord in Californië. Onder zijn leiding speelde de band bij evenementen voor oorlogsfondsen in heel Californië. Na zijn ontslag uit het leger begon hij te arrangeren voor orkestleider Johnny Richards. Deze overtuigde Talbert uiteindelijk om een eigen band te formeren.
In de tweede helft van de jaren 1940 werkte Talbert in Los Angeles met Boyd Raeburn en met eigen bands, waarin muzikanten als Lucky Thompson, Dodo Marmarosa, Hal McKusick, Al Killian, Art Pepper en Claude Williamson speelden. Een eerste sessie vond plaats in de zomer van 1946 in de Radio Recorders Studio voor Paramount Records, dat werd geleid door Richards broer Jack Cascales. In 1947 ging hij op tournee met Anita O'Day. Tot zijn opnamen behoorde ook een coverversie van de standard Over the Rainbow van Harold Arlen. Begin jaren 1950 woonde hij in New York, waar hij werkzaam was als arrangeur voor Claude Thornhill, Marian McPartland, Kai Winding, Don Elliott, Johnny Smith en Oscar Pettiford. Tot zijn door klassiek en jazz eenvormig beïnvloede composities telde Titoro, dat hij schreef voor Billy Taylor en Wednesday Child (Atlantic Records, 1956), een album met songs, die hij componeerde voor de zangeres Patty McGovern.
Het volgende album Bix Duke Fats, opgenomen in 1956 met Pettiford, Herb Geller, Joe Wilder, Eddie Bert, Barry Galbraith en Aaron Sachs, bestond uit eigen composities en Talberts arrangementen van nummers van Bix Beiderbecke (Candlelights), Duke Ellington (Prelude to a Kiss) en Fats Waller (Clothesline Ballet), qua stijl in de buurt van de twee jaar later ontstane productie New Bottle, Old Wine van Gil Evans. Naar het voorbeeld van diens album Miles Ahead (1957) plaatste hij de trompet van Joe Wilders boven het orkest. Verdere projecten, als een musical en twee filmsoundtracks kon Talbert niet realiseren.
In 1960 verliet Talbert gefrustreerd door het ontbrekende succes New York en verhuisde hij naar zijn ouders in Minnesota om te gaan werken in de zaak van zijn vader, die sleepboten op de Mississippi bestuurde. Daarnaast had hij een band in Minneapolis en probeerde hij het een poos als veefokker in Wisconsin, voordat hij in 1975 weer verhuisde naar Californië. In 1977 ontstonden verdere opnamen, de Louisiana Suite. Verder schreef hij muziek voor tv-shows en de tv-serie Serpico, Begin jaren 1980 behielp hij zich een poos als cocktailpianist, voordat hij weer als arrangeur en componist en als muziekpedagoog werkzaam werd. Met zijn echtgenote Betty stelde hij een sextet samen en nam hij een reeks albums op zoals Duke's Domain, met arrangementen van composities van Duke Ellington en Billy Strayhorn. Zijn arrangementen in het album The Warm Cafe (1994) leunden aan Gerry Mulligan] en Henry Mancini. Tijdens de jaren 1990 richtte hij een stichting op om jonge componisten en arrangeurs aan te moedigen, waaronder in 1996 orkestleidster Maria Schneider.

## Recensie
Tom Talbert wordt wegens zijn innovatieve composities en arrangementen vergeleken met Stan Getz en Gil Evans. Afgemeten aan zijn talent en de kwaliteit van zijn werk kon hij zo bekend zijn als Evans, Bill Holman, Thad Jones en Bob Brookmeyer, oordeelde Doug Ramsey. Hij telt als vroege vertegenwoordiger van de westcoast-jazz.
Marc Myers merkt aan de tragiek van zijn carrière op, dat Tom Talbert per ongeluk beroepsmatig op de verkeerde tijd op de verkeerde plaats was, want hij verhuisde naar New York, net toen Californië de wieg werd van een nieuwe lineaire muziek. In New York kon hij weliswaar enkele mogelijkheden benutten, maar werd hij geconfronteerd met de opkomst van arrangeurs, wiens muziek resulteerde in afgemeten popmuziek

## Overlijden
Tom Talbert overleed in juli 2005 op 80-jarige leeftijd.

## Discografie
- 1956: Patty McGovern/Thomas Talbert - Wednesday's Child (Atlantic Records)
- 1956: Tom Talbert: Bix, Duke, Fats (Atlantic Records), met Nick Travis, Joe Wilder, Eddie Bert, Jimmy Cleveland, Aaron Sachs, George Wallington, Oscar Pettiford, Osie Johnson.
- 1993: Duke's Domain (Sea Breeze)
- 1994: The Warm Cafe
- 1995: Tom Talbert Jazz Orchestra 1946-1949 (Paramount Records/Sea Breeze), met Frank Beach, Babe Russin, Dodo Marmarosa, Lucky Thompson, Art Pepper, Jack Montrose, Claude Williamson
- 1997: This Is Living!, met Joe Wilder, Dick Oatts, Howard Alden, Loren Schoenberg, Glenn Drewes, Scott Whitfield, Eddie Bert, Aaron Sachs
- 2001: To a Lady (Essential)